# 아바 러너

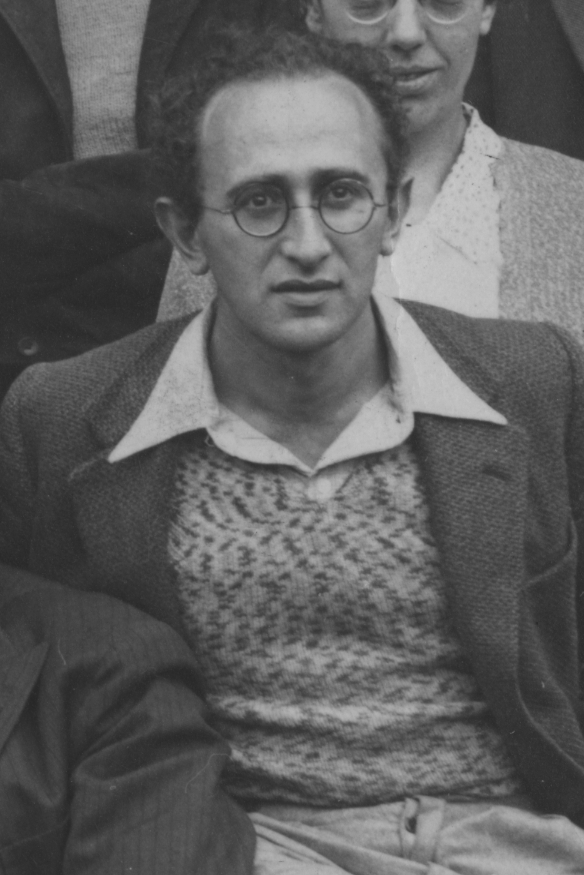

아바 러너(Abba Psachia Lerner, 1903년 10월 28일 – 1982년 10월 27일)는 러시아 태생의 영국 경제학자이다.
러시아 제국 베사라비아에서 태어난 러너는 러너가 세 살 때 영국으로 이주한 유대인 가정에서 자랐다. 러너는 런던의 이스트앤드에서 자랐고 16세부터 기계공, 히브리 학교 교사, 기업가로 일했다. 1929년 러너는 런던 정경대에 입학하여 하이에크를 사사했다. 1934년에서 1935년 사이에 케임브리지에서 6개월 동안 머물면서 그는 케인스와 접촉하게 되었다. 1937년 러너는 미국으로 이주했다.
러너는 거의 12개 대학의 교수진에서 봉사하고 20개 이상의 방문 약속을 수락하면서 한 기관에 오래 머물지 않았다. 러너는 1965년 버클리 캘리포니아 대학교에서 교수직을 맡았을 때 62세였으며 6년 후 의무적 정년퇴직 연령에 도달한 후 자리를 떠났다. 그곳에 있는 동안 러너는 학생 시위로 인한 소요를 학문적 자유에 대한 위협으로 비판했다.